# Unshelved
Unshelved és una tira còmica publicada en una web creada per Gene Ambaum i Bill Barnes coneguda per mostrar històries que ocorren a una biblioteca pública. Va ser popular entre bibliotecaris i venedors de llibres. Forma part del projecte Create a Comic Project. El protagonista s'anomena Dewey i treballa a la Biblioteca Pública de Malville i hi apareixen diversos bibliotecaris especialitzats. Va aparèixer en línia com a Overdue la primera tira còmica 16 de febrer de 2002. Es tornà popular fins al punt d'haver-hi una demanda d'un llibre. Aleshores es donaren compte d'un problema d'ús del nom Overdue amb relació a les marques registrades pel que canvià al nom actual.
Els autors són Gene Ambaum, un bibliotecari, i Bill Barnes, un enginyer informàtic. En el seu procés creatiu han incorporat vivències seues, dels lectors i invencions.
En les tires van tractar diversos temes: el tema de la desigualtat de salari per gènere, els talls de pressupost, la prohibició de llibres i les mostres d'afecte públiques. A més apareixien escriptors coneguts en algunes de les tires.
Les tires han sigut recollides en diversos àlbums:
- Unshelved vol. 1 (2004)
- What Would Dewey Do? (2004)
- Library Mascot Cage Match (2005)
- Book Club (juny de 2006)
- Bibliovores[9]
- Reads Well with Others: An Unshelved Collection[10]
- Overdue[11]

## Personatges
- Dewey: el protagonista. Les històries estan contades des del seu punt de vista.[5] És el bibliotecari de la secció per a joves adults.
- Colleen: bibliotecari del servei de referència.
- Mel: la directora de la biblioteca.[2]
- Tamara: la bibliotecària de la secció infantil.[6]